# 부산외국어고등학교
부산외국어고등학교(釜山外國語高等學校)는 대한민국 부산광역시 연제구 연산동에 있는 사립 외국어고등학교이다.

## 학교 연혁
- 1985년 1월 19일 : 부산외국어학교 설립인가, 초대 이사장 법학박사 한이조 취임
- 1985년 3월 1일 : 초대 교장 이규철 취임
- 1985년 3월 7일 : 개교 및 제1회 입학식
- 1986년 3월 2일 : 신축 교사 완공
- 1988년 2월 11일 : 제1회 졸업식
- 1989년 2월 28일 : 교사 증축 공사 완공
- 1991년 9월 17일 : 특수 목적 고교 부산외국어고등학교 인가
- 2015년 4월 22일 : 제3대 이사장 무역학박사 한승완 취임
- 2023년 3월 1일 : 제12대 교장 최철호 취임
- 2024년 2월 9일 : 제37회 졸업식 (231명 졸업, 총 15,007명 졸업)
- 2024년 3월 4일 : 제40회 입학식(254명 입학)

## 설치 학과
- 영·중국어과
- 영·프랑스어과
- 영·일본어과
- 영·독일어과

## 참고 자료
- 부산외국어고등학교 - 한국교육학술정보원 학교알리미